# Cadder
Cadder is een dorp in de Schotse council East Dunbartonshire in het historisch graafschap Dunbartonshire. Cadder ligt ongeveer 7 kilometer ten noorden van Glasgow en 1,5 kilometer ten noordoosten van Bishopbriggs. Het dorp ligt aan het Forth and Clyde Canal.